# Berggöl (Högsby socken, Småland)
Berggöl är en sjö i Högsby kommun i Småland och ingår i Emåns huvudavrinningsområde.